# Cryptella auriculata
Cryptella auriculata is een slakkensoort uit de familie van de Parmacellidae. De wetenschappelijke naam van de soort is voor het eerst geldig gepubliceerd in 1872 door Mousson.